# Boroštica
Boroštica (izvirno srbsko Бороштица) je naselje v Srbiji, ki upravno spada pod Občino Tutin; slednja pa je del Raškega upravnega okraja.

## Demografija
V naselju, katerega izvirno (srbsko-cirilično) ime je Бороштица, živi 241 polnoletnih prebivalcev, pri čemer je njihova povprečna starost 28,4 let (27,8 pri moških in 29,0 pri ženskah). Naselje ima 65 gospodinjstev, pri čemer je povprečno število članov na gospodinjstvo 5,83.
To naselje je, glede na rezultate popisa iz leta 2002, večinoma bošnjaško.
|  |

| Demografija | Demografija     | Demografija     |
| Leto        | Št. prebivalcev | Št. prebivalcev |
| ----------- | --------------- | --------------- |
|             |                 |                 |
|             |                 |                 |
|             |                 |                 |
|             |                 |                 |
| 1948        | 406             |                 |
| 1953        | 494             |                 |
| 1961        | 461             |                 |
| 1971        | 321             |                 |
| 1981        | 396             |                 |
| 1991        | 403             | 403             |
| 2002        | 419             | 379             |
|             |                 |                 |

| Etnična sestava po popisu iz leta 2002 | Etnična sestava po popisu iz leta 2002 | Etnična sestava po popisu iz leta 2002 | Etnična sestava po popisu iz leta 2002 | Etnična sestava po popisu iz leta 2002 |
| -------------------------------------- | -------------------------------------- | -------------------------------------- | -------------------------------------- | -------------------------------------- |
| Bošnjaki                               | Bošnjaki                               |                                        | 372                                    | 98,15%                                 |
| Neznano                                | Neznano                                |                                        | 7                                      | 1,84%                                  |